# Внешняя партия

Внешняя партия включает в себя 13 % населения Океании.

Внешняя партия (англ. Outer Party) — вымышленный социальный слой из романа Джорджа Оруэлла «1984».
Партия, управляющая Океанией, разделена на две части: внутреннюю и внешнюю. Внешняя составляет приблизительно 13 % населения Океании. Остальное население принадлежит к классу пролов.

## Условия жизни
Главный герой романа, Уинстон Смит, является членом внешней партии, как и большинство других персонажей, хотя он взаимодействует с несколькими пролами (обычно объектов презрения или отвращения членов партии). Внешняя партия представляет средний класс в обществе Океании, бюрократов, которые выполняют большую часть фактической работы в партийном правительстве и его четырёх министерствах. Его члены могут быть идентифицированы по их синим комбинезонам.
С определённой точки зрения, условия жизни членов внешней партии, а не пролов, рассматриваются как худшие из трёх классов. Им не хватает относительной личной свободы и простых удовольствий пролетариата, а также роскошного образа жизни и привилегий, имеющихся у внутренней партии в виде сладостей, качественного табака, слуг или автомобилей. Кроме того, они находятся под непрерывным наблюдением телекранов, в отличие от пролов (которые считаются несущественными внутренней партией) или внутренней партии (чей богатый образ жизни и роскошь поддерживают их лояльность государству).
Члены внешней партии пьют дешёвый джин «Победа», поскольку не имеют доступа к другим алкогольным напиткам, и принимают сахариновые таблетки вместо сахара (хотя возможно получить его в небольших количествах через чёрный рынок из поставок внутренней партии). Они курят сигареты «Победа», которые имеют тенденцию терять табак, и употребляют пищу низкого качества. Кроме того, они должны покупать различные предметы первой необходимости на рынке пролов (например, бритвы или шнурки для обуви).